# Sov du lilla
Sov du lilla är en psalm med text skriven av Hans Anker Jørgensen från 1981 och redigerad 1982. Musik komponerad 1988 av Merete Wendler. Texten översattes till svenska 1987 av Lars Åke Lundberg och redigerad 1993.
Text och melodi är upphovsrättsligt skyddade.

## Publicerad i
- Psalmer i 90-talet som nr 832 under rubriken "Kyrkan och gudstjänsten"
- Sånger för små och stora som nr 832 på en alternativ melodi.
- Psalmer i 2000-talet som nr 928 under rubriken "Kyrkan och gudstjänsten"
- Hela familjens psalmbok 2013 som nummer 144 under rubriken "Barn i Guds famn".[1]
- Sång i Guds värld Tillägg till Svensk psalmbok för den evangelisk-lutherska kyrkan i Finland 2015 som nr 879 under rubriken "Gudstjänstlivet".